# Calca (distrito)
O Distrito peruano de Calca é um dos 8 distritos da Província de Calca, situada no Departamento de Cusco, pertencente à Região de Cusco, Peru. Possui área de 311,01 km² e população de 18 491 habitantes (dado de 2005). Foi criado na época da independência.

## Transporte
O distrito de Calca é servido pela seguinte rodovia:
- CU-105, que liga o distrito à cidade de Echarate
- PE-28B, que liga o distrito de Lucre (Cusco) à cidade de Ayna (Ayacucho) [2][3][4]